# Holit
Holit (en hebreo: חוֹלִית‎, en árabe: حوليت‎) es un kibutz en el suroeste de Israel, siendo dependiente del Concejo Regional Eshkol. Está cerca del también kibutz Nir Yitzhak. En 2021 tenía una población de 203 habitantes.

## Historia
El kibutz se estableció en 1978 como asentamiento de Nahal cerca de Yamit, en la península del Sinaí. Sin embargo, a raíz del Tratado de Paz entre Israel y Egipto de 1979, Israel tuvo que evacuar todos sus asentamientos en la península.
En 1982, el kibutz se restableció en su ubicación actual. La masacre de Holit fue perpetrada por terroristas de Hamás el sábado 7 de octubre de 2023 en este kibutz, como parte del ataque sorpresa contra Israel. El ataque se cobró la vida de al menos 11 miembros del kibutz y dos trabajadores inmigrantes, todos ellos civiles. Entre las víctimas había al menos dos ciudadanos estadounidenses.

## Economía
Holit tiene tres tipos principales de ingresos: el rancho de vacas, la fábrica y los campos. La fábrica produce exprimidores. En los campos se cultivan naranjas, limones, patatas, mangos, nueces y zanahorias.